# Santa Libera (museo di Castelvecchio)
Santa Libera è una scultura della prima metà del XIV secolo e conservata nel museo di Castelvecchio di Verona. È attribuita al Maestro di Sant'Anastasia o alla sua cerchia.